# X-Chaibä
X-Chaibä (sprich: Chrüz-Chaibä) ist eine Schweizer Hip-Hop-Gruppe aus Uznach im Kanton St. Gallen. Die Band wurde 2002 durch Modo (Ugur Gültekin), Lego (Roger Gübeli) und DJ Bensai (Benjamin Rüegg) gegründet. Seit 2006 ist auch Rapper Larry F (Lars Badertscher) Mitglied der Formation.
Das erste Werk war Uf was wartemer. Auf der Tour zur EP spielten die X-Chaibä innerhalb von 10 Monaten über 40 Konzerte.
Modos Soloalbum Machs dir Sälber stieg im September 2006 auf Platz 59 der Schweizer Album-Charts ein. Zum Titel Vakuum wurde ein Clip gedreht.
Larry Fs Soloalbum Ufojugend erschien im April 2009. Der Titeltrack zum Album erregte in der gesamten Deutschschweiz grosse Aufmerksamkeit. Das Video zum Lied wurde monatelang auf VIVA Schweiz und MTV Schweiz in Heavy Rotation ausgestrahlt.

## Diskografie

### Eigene Veröffentlichungen
- 2005 Uf Was Wartemer (EP)
- 2006 Machs dir Sälber - Modo Solo-Album (LP) Charts-Entry: 59.
- 2009 Ufojugend - Larry F Solo-Album (LP)
- 2010 De Larry hät Rächt - Larry F

### Featurings/Sampler
- 2004 Nur so am Rand (Sektion Kuchikäschtli)
- 2004 Stägehuus Sessions Vol. 2 (Sampler) (mit Gimma)
- 2005 Stägehuus Sessions Vol. 3 (Sampler) (mit Baze und Milchmaa)
- 2005 Als chäntets Bärgä versetzä (Luut und Tüütli)
- 2005 V.A. Swiss Hip-Hop 2005 (Sampler)
- 2006 Legenda (Breitbild)
- 2006 Itz oder niä (6er Gascho)
- 2006 DJ Dilate's Swiss-Time (Sampler)
- 2006 Sounds from here (Sampler)
- 2006 Rap Garde - Next Generation (Modo feat. Skibe (Dumpfunk))
- 2006 Frosty Vibes (Sampler)
- 2007 Widerstand (Snook)
- 2009 Ufojugend (Larry F)